# Повітряні сили Північної Македонії
Авіаційна бригада Республіки Македонія (мак. Воздухопловна бригада на Република Македонија) — поточна офіційна назва військово-повітряних сил та армійської авіації сухопутних військ Збройних сил Північної Македонії.

## Історія
Розвиток македонських ВПС і ППО почався в 1992 році з нуля, оскільки колишня Югославська народна армія вивезла все озброєння і техніку, які надбала Македонія до розпаду Югославії, тим самим зводячи нанівець 45-річний вклад цієї югославської республіки у створення військової могутності югославських збройних сил. Більш ніж 35 літаків (з них J-22/IJ-22 Orao, J-21/IJ-21 Jastreb, UTVA-66 і «Аероспасьяль Газель»), дислокованих на базі ВПС Петровец біля Скоп'є було розподілено між авіабазами по всій Союзній Республіці Югославії.
Військову авіацію Північної Македонії утворено рішенням Президента від 10 квітня 1992 року. Цим самим утворювалося командування ВПС і ППО, створювалася Повітряна бригада з авіаційною, транспортною і бойовою вертолітною ескадрильєю. Навчання пілотів проводилося на легких літаках Утва-75.

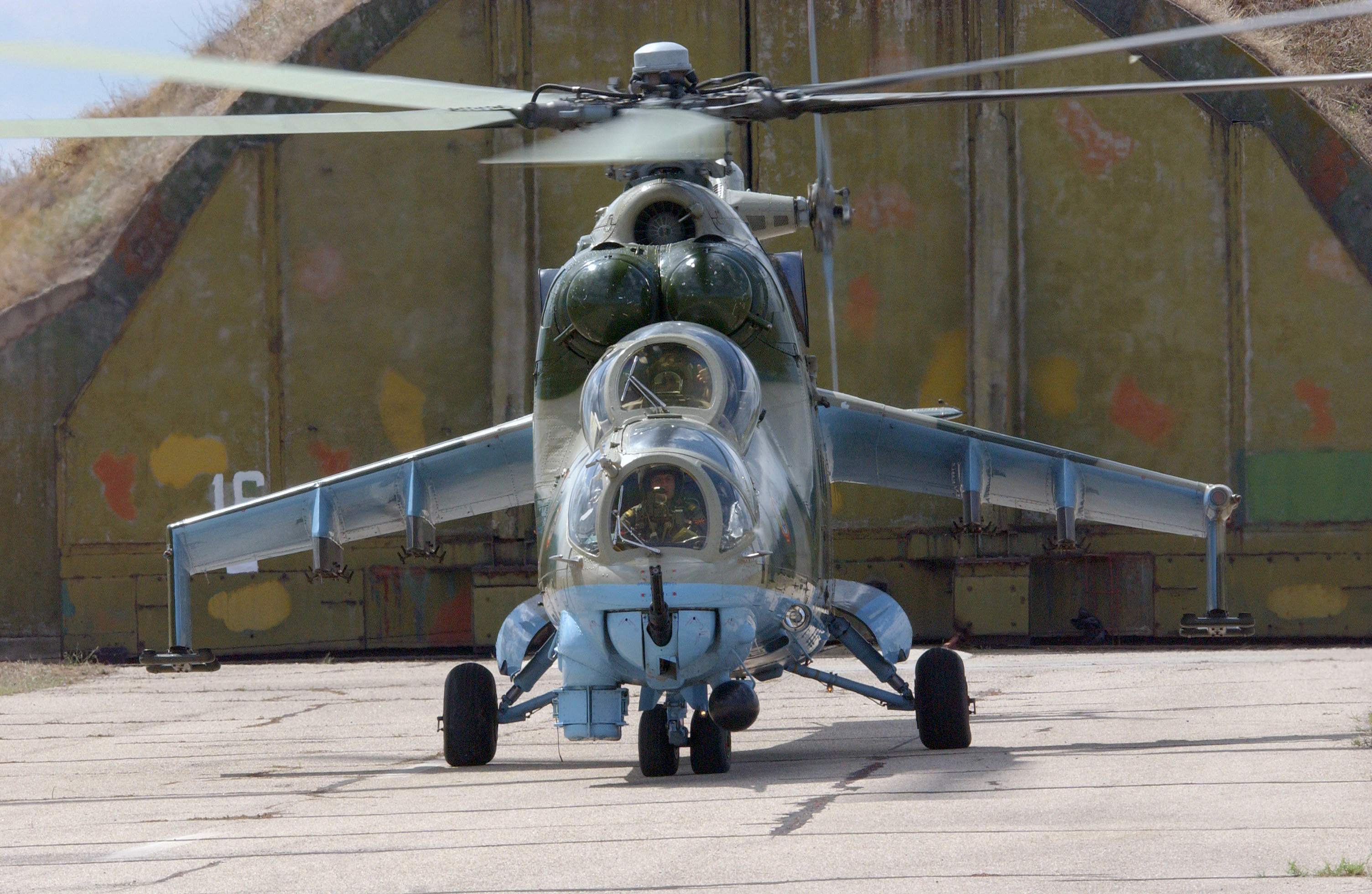
Mi-24

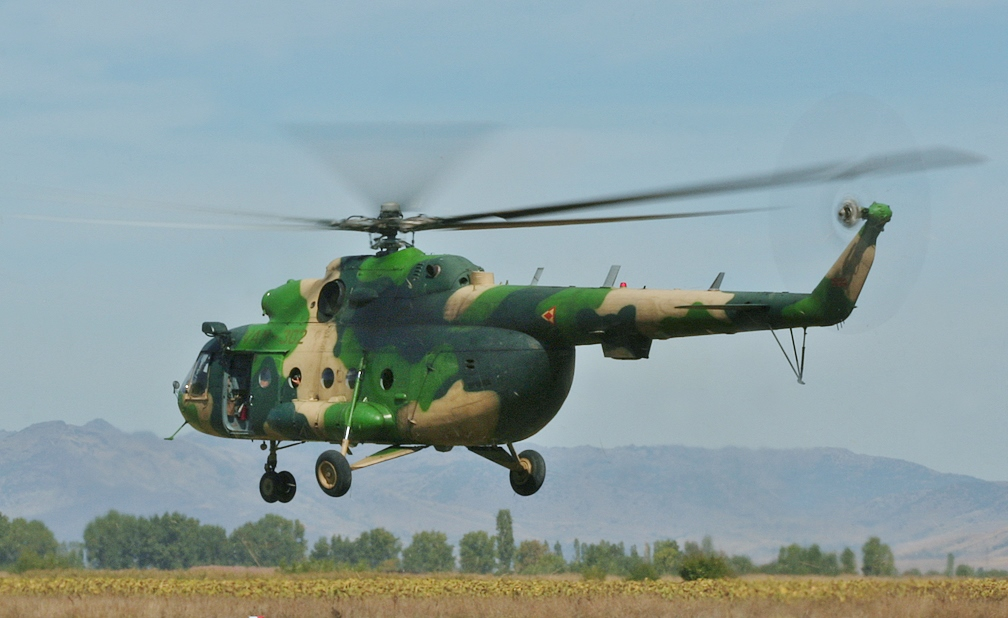
Mi-171

28 червня 1994 р. ВПС одержує транспортні вертольоти Мі-171. Відтоді транспортна і бойова підготовка проводиться на цих вертольотах. ВПС здатні виконувати навчально-тренувальні, транспортні, протипожежні, медично-евакуаційні, пошуково-рятувальні та інші завдання.
Протягом 2001 року Авіаційна бригада отримала від України 6 гелікоптерів Мі-8 для транспортної гелікоптерної ескадрильї, 12 ударних гелікоптерів Мі-24 для бойової гелікоптерної ескадрильї, 2 гелікоптери UH-1H із Греції та 4 шутрмових літаки Су-25.
Вже у 2004 році всі Су-25 були виведені в експлуатації. В серпні 2022 року Північна Македонія передала 4 своїх штурмовики Су-25 Україні, як матеріально-технічну допомогу.

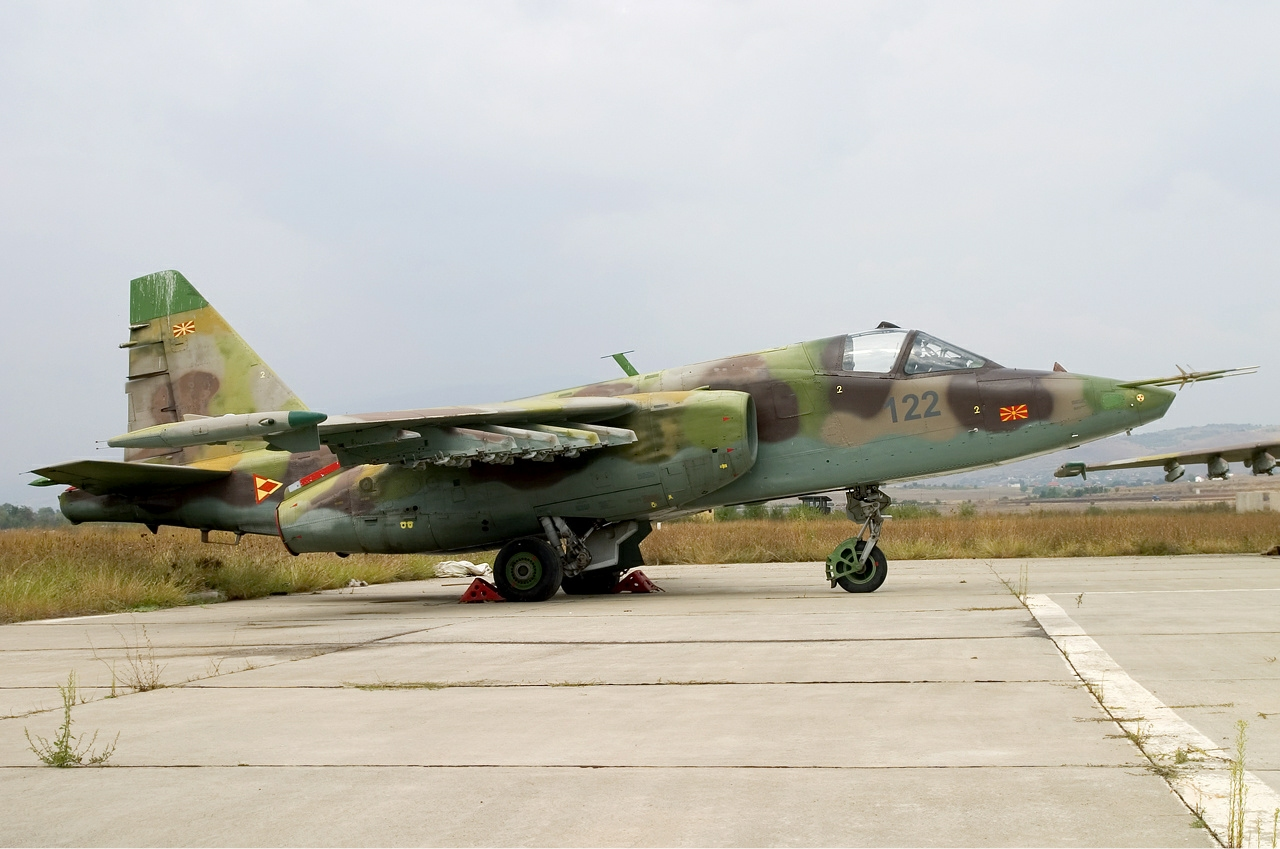
Су-25 македонських повітряних сил

У 2005 році програмою реконструкції Збройних сил Північної Македонії Повітряна бригада перетворюється на менший, компактніший підрозділ, символічно названий ВІНГ (за першими буквами назви македонською мовою Воздухопловна Извидувачко Напаѓачка Група — Авіаційна розвідувально-штурмова група), що співзвучно англійському слову wing (крило). Вінг — це ще й назва основного тактичного підрозділу у військовій авіації США та ряду інших держав, здатного самостійно розв'язувати бойові завдання. Авіагрупа ВІНГ почала діяльність з відповіді на нові виклики часу, такі як програма модернізації літаків, участь у Міжнародній місії НАТО і сил ЄС EUFOR для захисту миру «Алтея» в Боснії з липня 2006 року.

## Завдання

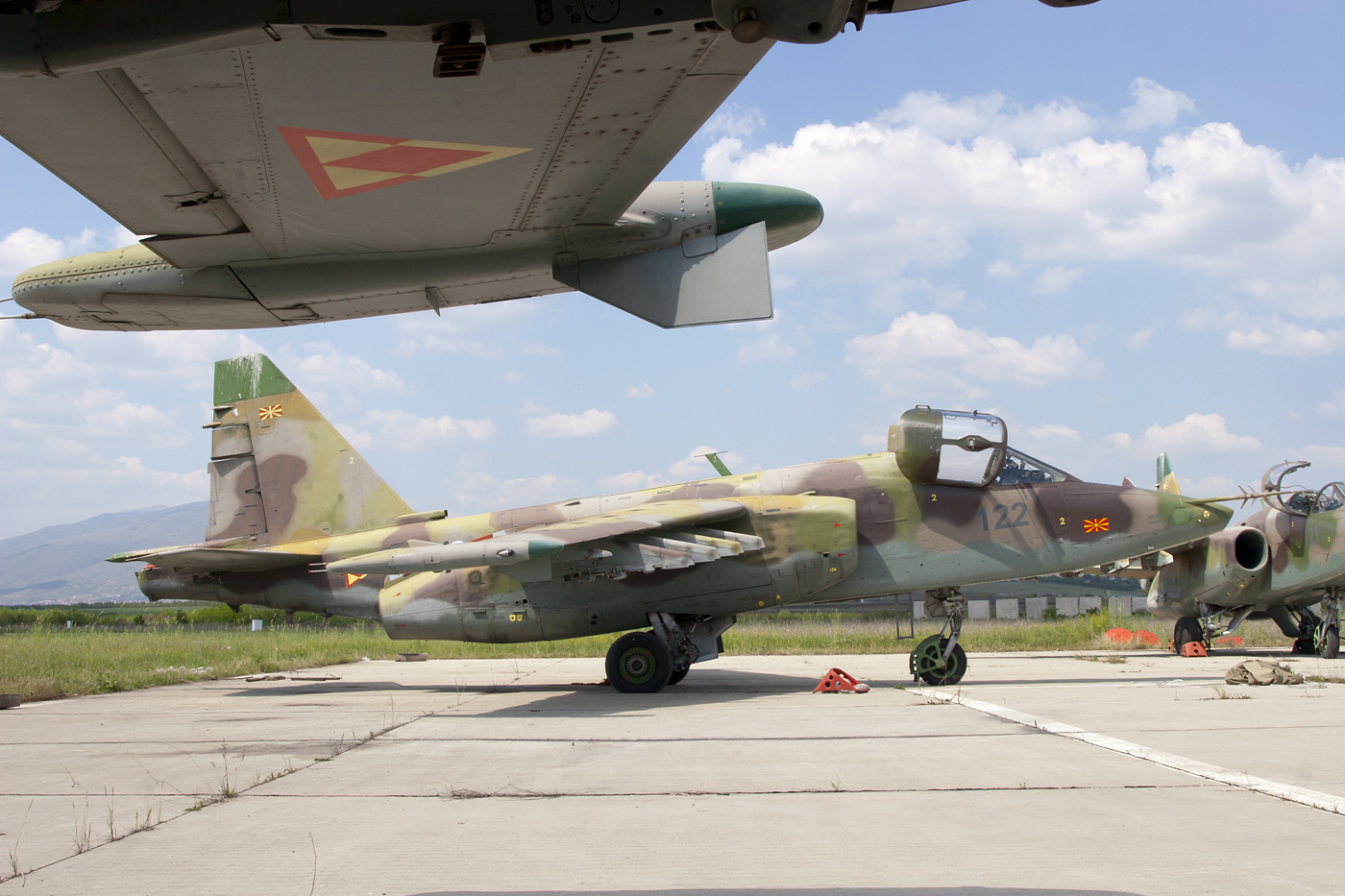
Су-25 Македонії

Крім основного обов'язку захисту Вітчизни, до першочергових завдань Авіаційної розвідувально-штурмової групи належать виконання миротворчих та гуманітарних операцій; участь у складі регіональних сил у подоланні регіональних конфліктів і криз; захист територіальної цілісності та незалежності Республіки відповідно до Конституції, закону «Про оборону» та Національної концепції безпеки і оборони Північної Македонії; підтримка підрозділів Міністерства внутрішніх справ у боротьбі з загрозами, ризиками та небезпеками для безпеки Північної Македонії, які перевищують можливості і потенціал МВС; підтримка органів державної влади і місцевого самоврядування та інших урядових і неурядових організацій і установ, а також громадян в боротьбі зі стихіями та епідеміями, техногенними та іншими лихами; військова підтримка як сторони, що приймає, міжнародних сил на території Північної Македонії для виконання завдань і обов'язків, які взяла на себе Північна Македонія, в тому числі спільного захисту територіальної цілісності і суверенітету Македонії; участь або допомога в гуманітарних місіях під проводом НАТО, ООН, ОБСЄ, ЄС та інших міждержавних союзів і об'єднань; участь з заявленим обсягом сил у розв'язанні регіональних конфліктів і криз у рамках операцій у складі і/або під керівництвом НАТО, ООН, ОБСЄ, ЄС та інших міждержавних союзів і об'єднань; досягнення повної сумісності та взаємодії з НАТО, у всіх галузях і всіх функціях та завданнях оборони та армії.

## Участь ВІНГ у закордонних місіях

### Місія з підтримання миру в Боснії і Герцеговині «Алтея»
Місія «Алтея» розпочалася 14 липня 2006 року в Мостарі, що в Боснії і Герцеговині, в рамках миротворчих сил EUFOR. Завдання, до виконання яких приступив македонський контингент згідно з потребами місії, були такі: медична евакуація (перевезення хворих); транспортування живої сили і військової техніки; прикордонний контроль; патрулювання повітряного простору тощо. Контингент складався з 2 вертольотів Мі-8 або Мі-171, 3 екіпажів вертольотів, персоналу, підготовленого для першого рівня обслуговування, решта необхідного наземного авіа персоналу, потрібного для виконання льотних завдань, як і офіцер зв'язку, робоче місце якого було в Сараєво. Після шести місяців місії, 15 січня 2007 року було проведено ротацію особового складу (заміну наявного персоналу новим).

## Оснащення
Згідно з даними IISS The Military Balance на 2022 рік Військово-повітряні сили Північної Македонії мали у своєму розпорядженні таку техніку:
| Тип            | Зображення | Виробник | Призначення            | Кількість | Примітки                                         |
| Літаки         | Літаки     | Літаки   | Літаки                 | Літаки    | Літаки                                           |
| -------------- | ---------- | -------- | ---------------------- | --------- | ------------------------------------------------ |
| Ан-2           |            | СРСР     | транспортно-десантний  | 1         | використовується парашутно-десантним батальйоном |
| Zlin Z-242L    |            | Чехія    | навчально-тренувальний | 5         |                                                  |
| Гелікоптери    |            |          |                        |           |                                                  |
| Bell 205 UH-1H |            | США      | багатоцільовий         | 2         | поставлялись із Греції                           |
| Bell 206B      |            | США      | багатоцільовий         | 4         |                                                  |

## Засоби ППО
Із засобів ППО на озброєнні знаходяться 8 ЗРК Стріла-10, ПЗРК Ігла-1 та 36 одиниць 40mm зенітних гармат L60.